# Шатара, Милош
Милош Шатара (серб. Милош Шатара; род. 28 октября 1995, Градишка, Республика Сербская) — боснийский футболист, защитник клуба «Ахмат».

## Карьера

### «Младост»
Воспитанник футбольной академии боснийского клуба «Козара». В возрасте 16 лет присоединился к основной команде клуба, вместе с которым начал выступать в Первой лиге. В 2014 году выступал за боснийский клуб в роли капитана. В июле 2015 года покинул клуб. В июле 2015 года на правах свободного агента перешёл в сербский клуб «Младост». Дебютировал за клуб 18 июля 2015 года в матче против клуба «Ягодины», выйдя на замену на 79 минуте. Своим дебютным забитым голом за клуб отличился 22 октября 2016 года в матче против клуба «Явор». В июле 2017 года вместе с клубом выступал в квалификациях Лиги Европы УЕФА. На протяжении сезонов выступал за сербский клуб в роли одного из ключевых игроков, в общем за который отличился 9 забитыми голами и 2 забитыми голами.

### «Шахтёр» Солигорск
В июне 2021 года перешёл в белорусский «Шахтёр». В июле 2021 года вместе с клубом отправился на квалификационные матчи Лиги чемпионов УЕФА, откуда позже отправились в квалификации Лиги конференций УЕФА, но сам футболист на поле так и не вышел. Дебютировал за клуб 21 августа 2021 года в матче против мозырской «Славии», выйдя на поле в стартовом составе и отличившись своими дебютными забитым голом и результативной передачей. Футболист сразу же смог закрепиться в основной команде солигорского клуба, став ключевым защитником. По итогу сезона вместе с клубом стал победителем чемпионата. Сам за сезон успел отличиться за белорусский клуб 2 забитыми голами и 2 результативными передачами.
Новый сезон начал с матча за Суперкубок Беларуси, где в финале 5 марта 2022 года уступили борисовскому БАТЭ. Первый матч в чемпионате сыграл 2 мая 2022 года против «Гомеля», выйдя на поле в стартовом составе. Своим первым забитым голом в сезоне отличился 8 мая 2022 года в матче против «Энергетика-БГУ». В июле 2022 года вместе с клубом отправился на квалификационные матчи Лиги чемпионов УЕФА, где уступили словенскому клубу «Марибор». Затем вместе с клубом отправился уже в квалификации Лиги конференций УЕФА, где уже там уступили румынскому клубу ЧФР. По итогу сезона вместе с клубом стал победителем  чемпионата. На протяжении сезона выступал за клуб в роли одного из основных игроков, отличившись забитым голом и результативной передачей.

### «Ахмат»

#### Сезон 2022/23
В январе 2023 года футболист попал в сферу интересов российского «Ахмата». Официально присоединился к российскому клубу 12 января 2023 года, подписав контракт до июня 2026 года, а сумма трансфера составила порядка 350 тысяч евро. Дебютировал за клуб 4 марта 2023 года в матче против «Оренбурга», выйдя на поле в стартовом составе. В матче 16 апреля 2023 года против воронежского «Факела» порвал передние крестообразной связки, выбыв из распоряжения клуба на длительный срок. В мае 2023 года сообщили, что футболист был прооперирован и сроки его восстановления примерно будут до середины осени 2023 года. По итогу дебютного сезона вместе с клубом завершил чемпионат на итоговом пятом месте. На протяжении сезона, до получении травмы, выступал за клуб в роли одного из основных игроков, однако результативными действиями не отличился.

#### Сезон 2023/24
В сентябре 2023 года проходил заключительный этап реабилитации в Сербии. В январе 2024 года вернулся в распоряжение клуба, вместе с которым в скором времени отправился на зимние сборы. Первый матч в новом сезоне сыграл 13 марта 2024 года в матче Кубка России против клуба «Волгарь», выйдя на поле в стартовом составе. Первый матч в чемпионате сыграл 20 апреля 2024 года против московского ЦСКА выйдя на поле в стартовом составе. Дебютным забитым голом за клуб отличился 28 апреля 2024 года в матче против клуба «Пари Нижний Новгород». По итогу сезона вместе с клубом завершили чемпионат на итоговом десятом месте. На протяжении сезона выступал за клуб в роли одного из основных игроков, отличившись своим единственным забитым голом.

#### Сезон 2024/25
Новый сезон начал 21 июля 2024 года с матча против «Краснодара», выйдя на поле в стартовом составе. В октябре 2024 года получил травму, от которой быстро восстановился, но затем потерял место в стартовом составе, долгое время оставаясь на скамейке запасных. В четвертьфинальных матчах Кубка России вместе с клубом уступили московскому «Локомотиву», завершив выступление на турнире. По итогу сезона вместе с клубом завершили чемпионат в зоне стыковых матчей за сохранение прописки в элитном дивизионе. По итогу стыковых матчей вместе с клубом победили «Урал», сохранив прописку в российской Премьер-лиге. На протяжении сезона выступал преимущественно как игрок замены, хоть и начинал как игрок стартового состава, результативными действиями не отличившись.

#### Сезон 2025/26
Первый матч в новом сезоне сыграл 20 июля 2025 года против казанского «Рубина», выйдя на замену в начале второго тайма.

## Международная карьера
Дебют игрока на международном уровне состоялся в юношеской сборной Боснии и Герцеговины до 18 лет. Также выступал в юношеской сборной Боснии и Герцеговины до 19 лет и молодёжной сборной Боснии и Герцеговины.

## Достижения
«Шахтёр» Солигорск
- Чемпион Беларуси (2): 2021, 2022[a]